# Graham Bonney
Pour les articles homonymes, voir Bonney.
Graham Bonney, de son vrai nom Graham Arthur Ernest George Bradly (né le 2 juin 1943 à Basildon), est un chanteur britannique faisant sa carrière en Allemagne.

## Biographie
Enfant, il est acteur. En 1959, il fonde son premier groupe en Angleterre. En 1961, il rejoint l'Espresso Five, suivi en 1962 par The Ambers avec lesquels il se produit également au Star-Club de Hambourg. En 1964, il devient chanteur de The Riot Squad, un groupe formé par le manager Larry Page.

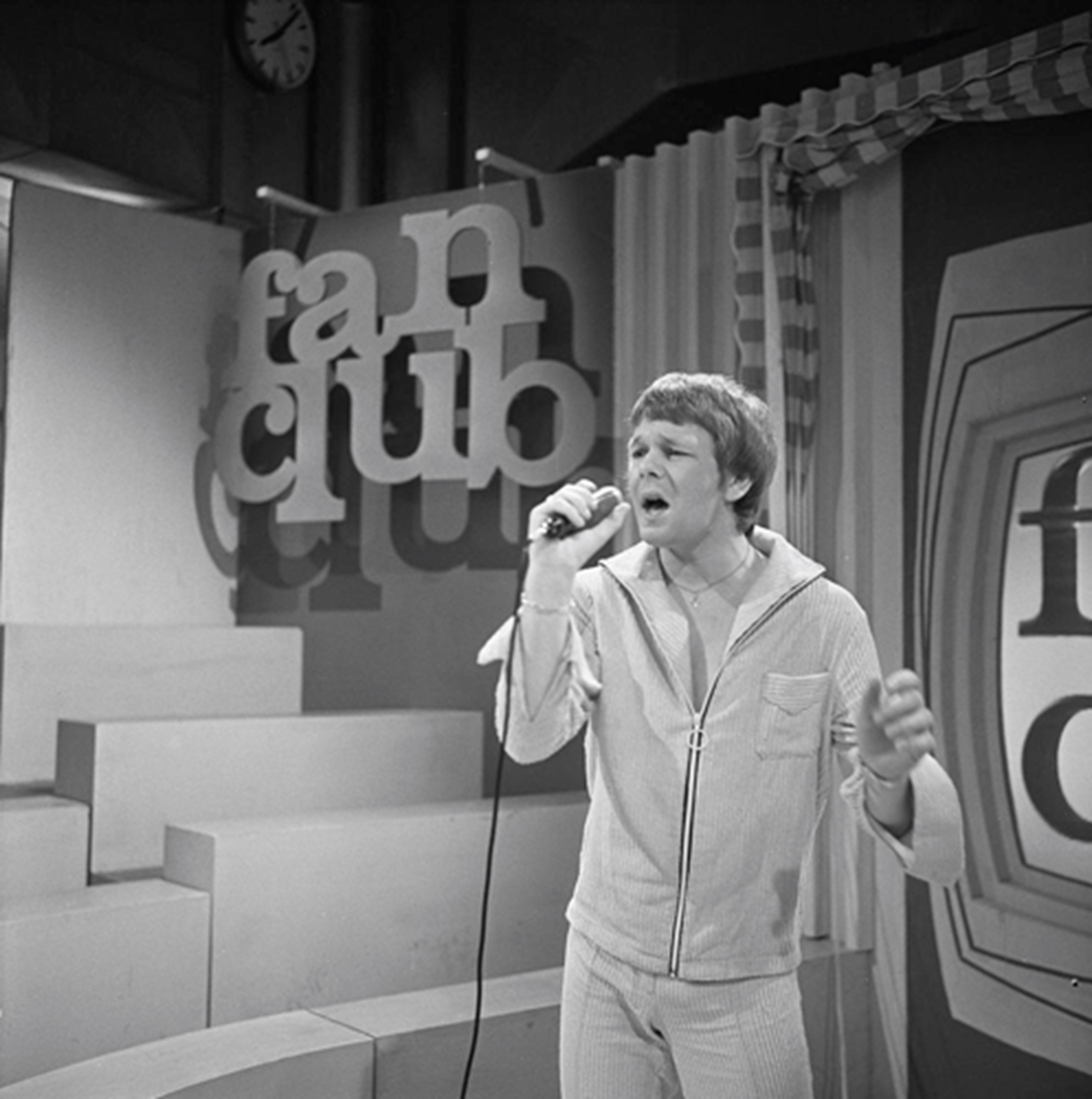
Graham Bonney chantant Thank you baby et Happy together dans l'émission néerlandaise Fanclub, le 27 mai 1967.

Après trois singles infructueux pour Pye Records en 1965, Bonney quitte le groupe pour une carrière solo. Il commence à écrire des chansons avec Barry Mason, et son deuxième single solo Super Girl, publié sur le label Columbia, atteint la 19e place du UK Singles Chart en 1966. Il est plus populaire en Europe, est le numéro 1 dans certains palmarès allemands et reste dans le top 10 pendant plusieurs mois, se vendant à plus d'un million d'exemplaires.
Les disques qui suivent en Grande-Bretagne ont moins de réussite, mais Bonney établit une carrière durable en Allemagne, où 14 de ses singles atteignent le top cinquante entre 1966 et 1973. Il gagne le Bravo Otto du meilleur chanteur en 1967 et 1968. Il apparaît à la télévision allemande comme un habitué de l'émission Beat-Club, fait une tournée avec les Beach Boys et d'autres, et a sa propre émission de télévision, Hits a Go Go. En 1969, avec Wähle 3-3-3, il fait sa première apparition dans ZDF-Hitparade. Il retourne en Grande-Bretagne en 1969 pour coanimer les premières éditions de l'émission de télévision Lift Off avec Ayshea.
Il continue à être un artiste populaire en Allemagne dans les années 1970 et 1980, sa nationalité britannique lui permettant de se produire en Allemagne de l'Est et de l'Ouest. Il fait également des apparitions télévisées aux Pays-Bas, en Belgique, en Autriche, en Suisse, en Italie et en Espagne, et continue à sortir des disques en Allemagne.
Il épouse une hôtesse de l'air de Lufthansa en 1984 et vit à Kerpen-Blatzheim, près de Cologne.

## Source de la traduction
- (en) Cet article est partiellement ou en totalité issu de l’article de Wikipédia en anglais intitulé « Graham Bonney » (voir la liste des auteurs).

1. 1 2  (de) « Biographie », sur graham-bonney.de (consulté le 18 janvier 2020)
2. 1 2 3  (en) « Graham Bonney », sur Allmusic (consulté le 18 janvier 2020)